# Вдовина, Дарья Олеговна
Да́рья Оле́говна Вдо́вина (в первом браке — Еки́мова, во втором — Ма́сленникова; род. 15 декабря 1989, Ижевск) — российская спортсменка, выступающая в стрельбе из винтовки. Участница двух Олимпийских игр (2012 и 2016). Призёр юниорских чемпионатов мира и Европы.
Стрельбой занимается с 2001 года. Выступает за сборную России с 2007 года. Участница чемпионатов мира и Европы.
В 2016 году заняла второе место на этапе Кубка мира в Рио-де-Жанейро в стрельбе из пневматической винтовки с 10 м.
В 2016 году на Олимпийских играх в Рио-де-Жанейро заняла пятое место в стрельбе из пневматической винтовки с 10 м.
Выступает за ЦСКА.

## Личная жизнь
Была замужем за Леонидом Екимовым, в браке родилась дочь Виктория.
Второй раз вышла замуж за Владимира Масленникова, в браке родилась дочь.